# The Crossroads (Illinois)
The Crossroads – obszar niemunicypalny w USA, położony w hrabstwie Calhoun, w stanie Illinois. Znajduje się on 6 km na południowy wschód od Brussels.